# 石井魁
石井 魁（いしい かい、1993年8月4日 - ）は、日本出身のラグビーユニオン選手。2025年現在ジャパンラグビーリーグワンに参戦する浦安D-Rocksに所属している。

## プロフィール
- 東京都出身[1]。
- ポジションはウィング(WTB)。
- 身長 179 cm、体重 85 kg
- ニックネームはかい。
- U20日本代表に選ばれたことがある[2]。

## 略歴
15歳からラグビーを始めた。
2012年、保善高校卒業後、東海大学に入学する。
2013年、日本代表強化合宿の参加メンバーに選ばれた。
2015年、東海大学体育会ラグビーフットボール部の副主将に就任した。
2016年、東海大学卒業後、東芝ブレイブルーパス(現・東芝ブレイブルーパス東京)に加入。同年12月4日に行われたジャパンラグビートップリーグ第10節のコカ・コーラレッドスパークス戦にて先発出場で公式戦初出場を果たす。
2018年、NTTコミュニケーションズシャイニングアークスに加入 し、同年5月にはサンウルブズに追加招集された。
2022年7月、NTT再編に伴う新チーム浦安D-Rocks選手スコッドに選ばれた。

## 受賞歴

### ジャパンラグビーリーグワン
- 2023-24 リーグワンMVP(DIVISION 2),  最多トライゲッター(DIVISION 2)[10]